# Melgaço (Portugal)
Melgaço is een gemeente in het Portugese district Viana do Castelo.
De gemeente heeft een totale oppervlakte van 238 km² en telde 9996 inwoners in 2001.
In juli 2025 worden in Melgaço de Europese kampioenschappen mountainbike Cross Country Olympic (XCO), Circuit (XCC) en Relay (XCR) verreden.

## Plaatsen in de gemeente
- Alvaredo
- Castro Laboreiro
- Chaviães
- Cousso
- Cristoval
- Cubalhão
- Fiães
- Gave
- Lamas de Mouro
- Paços
- Paderne
- Parada do Monte
- Penso
- Prado
- Remoães
- Roussas
- São Paio
- Vila (Melgaço)

Arcos de Valdevez · Caminha · Melgaço · Monção · Paredes de Coura · Ponte da Barca · Ponte de Lima · Valença · Viana do Castelo · Vila Nova de Cerveira

Portugal: Districten